# Иванова, Людмила Васильевна
Людми́ла Васи́льевна Ивано́ва (18 июня 1928, Москва — 12 декабря 1999, там же) — советский и российский историк, краевед, москвовед, доктор исторических наук (1983), ведущий научный сотрудник Института российской истории РАН, исследователь и популяризатор истории русской усадьбы, председатель ОИРУ (1995—1999).

## Биография
Родилась в Москве в Замоскворечье. В 1947 году, окончив школу, поступила на исторический факультет МГУ.
В 1952 году с отличием окончила университет и добровольно уехала работать учителем средней школы в посёлке Изварино Краснодонского района Ворошиловградской области.
Вернувшиcь в Москву поступила в аспирантуру исторического факультета МГУ (научный руководитель — Е. Н. Городецкий). С 1957 года начала работать редактором в «Политиздате», где участвовала в выпуске биографий видных учёных, деятелей партии и советского государства.
В 1962 году перешла работать в Институт истории Академии наук СССР, в котором работала до своих последних дней, сначала в секторе истории исторической науки под руководством М. В. Нечкиной, затем в секторе истории советской культуры. Работая в институте, она подготовила некоторые разделы издания «Очерки истории исторической науки в СССР», была членом редколлегии и автором-составителем многотомного издания «Культурная жизнь в СССР. 1917—1977. Хроника», а также «Истории культурного строительства в СССР». Постепенно её научно-исследовательский интерес сосредоточился на теме подготовки кадров молодых историков в первые годы Советской власти. В 1964 году защитила по этой теме кандидатскую диссертацию и издала монографию. Позднее опубликовала книгу о судьбах советской интеллигенции в 1920-е годы, которая легла в основу её докторской диссертации (1983 год).
В конце 1980-х годов участвовала в возрождении исторического краеведения в Москве и создании Московского краеведческого общества (1990), определении стратегии его деятельности. Являлась одним из инициаторов возрождения комиссии «Старая Москва» (1990), участвовала в её работе. Член редакционного совета историко-краеведческого альманаха «Отечество», член президиума Центрального совета ВООПИиК, член комиссии по наименованию московских улиц при правительстве Москвы, член экспертного совета по москвоведению, заместитель председателя Московского краеведческого общества.
Опубликовала десятки трудов, посвящённых истории Москвы: её домов, улиц, некрополя, топонимики, биографий москвичей, а также истории и проблемам москвоведения. Инициатор, составитель и один из авторов библиографического справочника «Историки и краеведы Москвы: Некрополь».
Один из авторов, составителей и редакторов трёх сборников «Краеведы Москвы» (1991—1997), содержащих около 50 научно-популярных очерков об исследователях столицы XVIII—XX веков с библиографией их работ.

## Общество изучения русской усадьбы (ОИРУ)
В октябре 1991 года представители около двадцати московских научных, учебных и издательских центров единодушно высказались за возрождение Общества изучения русской усадьбы. Эту идею поддержал академик Д. С. Лихачёв, и в декабре 1991 года Российском Фонде культуры утвердил программу «Возрождение русской усадьбы». Выполняя одну из её основных задач, научно-общественный совет, возглавляемый Л. В. Ивановой, провёл организационную подготовку к воссозданию общества. 22 апреля 1992 года ОИРУ было воссоздано. Был принят его устав, избрано правление и ревизионное правление. Сохранена и эмблема общества работы художника А. И. Кравченко. В 1992—1995 годах Л. В. Иванова — член правления, а в 1995—1999 — председатель ОИРУ.
Главная задача Общества — способствовать возрождению русской усадьбы как памятника истории и культуры, а это означает, что наши цели состоят не только в изучении усадьбы и усадебной культуры, но и в охране и реставрации сохранившихся усадебных архитектурно-парковых ансамблей, а также в поисках и реализации наиболее адекватных методов включения усадеб в современную культурную и хозяйственную среду. Усадьба должна жить полнокровной жизнью и играть активную роль в обществе, помогая формировать его культуру, — так представляет новое ОИРУ свою основную задачу, — Л. В. Иванова.
Инициатор, составитель и один из авторов первых пяти выпусков сборников трудов ОИРУ «Русская усадьба» (1994—1999), книги очерков «Мир русской усадьбы» и «Усадебное ожерелье Юго-Запада Москвы». Под руководством Ивановой и при её авторском участии в ИРИ РАН в 2001 году была подготовлена и издана монография «Дворянская и купеческая сельская усадьба в России XVI—XX вв.: Исторические очерки».
Жила в Москве на Городской улице, в доме 2/7. Похоронена в колумбарии Донского кладбища.
В 2012 году Союзом краеведов России был подготовлен и издан сборник «Людмила Васильевна Иванова — краевед, москвовед, усадьбовед», в который вошли воспоминания её сестры, учёных, краеведов, членов ОИРУ. Отдельную часть книги составили 26 наиболее значительных работ Л. В. Ивановой по краеведению, москвоведению, различным проблемам русской усадебной культуры.

## Избранные труды
- Из истории партийно-государственного руководства культурным строительством в СССР : Сб. ст. / АН СССР, Ин-т истории СССР; [Редкол.: Л. В. Иванова (отв. ред.) и др.]. М.: Институт истории СССР, 1983. 221 с.
- Советская интеллигенция: Словарь-справочник / [Волков В. С. и др.]; Под ред. Л. В. Ивановой. М.: Политиздат, 1987.
- Исторический опыт планирования культурного строительства в СССР: Сб. ст. / АН СССР, Ин-т истории СССР; [Редкол.: Л. В. Иванова (отв. ред.) и др.]. М.: Институт истории СССР, 1988. 215 с.
- Иванова Л. В. Общество изучения русской усадьбы // Отечество. 1990. Вып. 1.
- Иванова Л. В. Вывоз из усадеб художественных ценностей. По архивным материалам // Памятники Отечества. 1992. № 25. С. 71—75.
- Иванова Л. В. Первые научные Морозовские чтения // Отечественная история. 1996. № 4. С. 213—217.
- Иванова Л. В. О воссоздании Общества изучения русской усадьбы и проблемах исследования усадьбы // Усадьба в русской культуре XIX — начала XX веков: (Материалы науч. конф. 22-24 нояб. 1994 г. Пушкинские горы). М., 1996. С. 5—10.
- Иванова Л. В. Общество изучения русской усадьбы // Памятники Отечества. № 1 (19). М., 1989. С. 50—55.
- Иванова Л. В. Общество изучения русской усадьбы // Отечество: Краеведческий альманах. Вып. 1. М., 1990. С. 36—44.
- Иванова Л. В. Русская усадьба и опыт её изучения в 1920-е годы // Русская провинция: Культура XVIII—XIX вв.: Сборник статей. М., 1993. С. 57—61.
- Иванова Л. В. Общество изучения русской усадьбы // Россия и современный мир: Проблемы. Мнения. Дискуссии. События. 1995. № 4. С. 264—274.
- Иванова Л. В. Трагические судьбы членов Общества изучения русской усадьбы // Русская усадьба: Сб. О-ва изучения русской усадьбы. Вып. 2 (18). М., 1996. С. 321—327.
- Иванова Л. В. Столица и усадьбы // Русская усадьба: Сборник Общества изучения русской усадьбы. Вып. 5. М.: Жираф, 1999. С.5-8.